# Santa Maria a Monte
Santa Maria a Monte es una localidad italiana de la provincia de Pisa, región de Toscana, con 12.409 habitantes.

Ubicación de la ciudad de Santa Maria a Monte dentro de la provincia de Pisa.

## Evolución demográfica
| Gráfica de evolución demográfica de Santa Maria a Monte entre 1861 y 2001 |
|                                                                           |
| Fuente ISTAT - Elaboración gráfica por parte de Wikipedia                 |